# Ufologia
L'ufologia (anche ovniologia dall'altro acronimo OVNI, ovvero Oggetto Volante Non Identificato, come in francese, spagnolo e portoghese oppure UFOlogia) indica il variegato campo di interesse attorno al fenomeno UFO o UAP. Essa è qualificata dalla comunità scientifica come una pseudoscienza distinta dalla esobiologia (scienza sperimentale che si occupa della vita extraterrestre), anche se negli ultimi anni molti scienziati si stanno approcciando al fenomeno studiandolo più approfonditamente grazie a documenti declassificati ai sensi del FOIA (Il Freedom of Information Act, "Legge sulla libertà di informazione") e altre prove di dominio pubblico o offerte dai vari uffici governativi creati apposta per lo studio e il censimento dei fenomeni a livello statale. Grazie ai loro sforzi l'ufologia a livello mondiale sta facendo passi da gigante, un famosissimo esempio è il fisico ed ex presidente del Dipartimento di Astronomia di Harvard Avi Loeb col "Progetto Galileo" che porta avanti importanti studi sulla ricerca di possibili artefatti tecnologici extraterrestri.

## Origine, definizione e oggetto dello studio
L'ufologia moderna è nata ufficialmente nel 1947, anno in cui avvenne il famoso avvistamento da parte del pilota Kenneth Arnold. Essa si occupa generalmente degli avvistamenti avvenuti a partire dagli anni quaranta, mentre i presunti fenomeni ufologici del passato sono oggetto d'interesse della clipeologia e della paleoastronautica.
Secondo i suoi sostenitori più rigorosi l'ufologia dovrebbe rappresentare, nel suo nucleo fondamentale, una forma di indagine multidisciplinare che combina due caratteri: uno essenzialmente storiografico-documentale, occupandosi di raccogliere e catalogare l'enorme mole di osservazioni e di fenomeni UFO; e uno di carattere più scientifico tentando, mediante rilevazioni di tipo fisico, chimico, fotografico, astronomico, meteorologico, medico, psicologico, etc., di individuare le cause dei fenomeni provvisoriamente considerati di tipo UFO.
Va tuttavia sottolineato che l'ambiente ufologico è estremamente variegato e vi afferiscono anche esponenti che per motivi ideologici, religiosi, commerciali o soltanto per apparire sui media, pretendono di attribuire, definire, o semplicemente supporre "scientificamente" l'origine extraterrestre dei fenomeni osservati, basandosi su considerazioni per niente scientifiche, ma soggettive.
Il tentativo di applicare solo in parte il metodo scientifico da parte della maggioranza degli ufologi alla fenomenologia UFO con la pretesa di giungere a conclusioni "scientifiche", fa sì che la comunità scientifica collochi tradizionalmente l'ufologia nell'ambito della pseudoscienza. Tra i pochi scienziati che si sono occupati seriamente di ufologia vi sono il meteorologo James McDonald, gli astronomi Josef Allen Hynek e Jacques Vallée, gli astrofisici Peter Sturrock e Bernard Haisch, il biochimico Michael Swords.
I risultati ottenuti dall'ufologia in più di 70 anni di studio sono comunque tutt'altro che conclusivi, ma contengono una grande mole di dati.

## Ipotesi per la spiegazione dei presunti fenomeni ufologici
Se la comunità scientifica non ritiene provata l'esistenza degli UFO in senso fisico e ritiene che il fenomeno, a causa della sua elusività e imprevedibilità, non si presti ad essere studiato scientificamente, gli ufologi hanno formulato varie ipotesi (naturale, socio-psicologica, militare, extraterrestre, parafisica, temporale e intraterrestre) nessuna delle quali, a detta degli stessi ufologi, presa singolarmente, riuscirebbe a spiegare il fenomeno UFO nel suo insieme; i dati raccolti dallo studio degli avvistamenti sono infatti frammentari e contraddittori e non permettono di arrivare a conclusioni definitive.
Il progetto Blue Book del 1970, che ha analizzato 12.618 avvistamenti anomali nei cieli di tutto il mondo, rileva che gran parte dei casi sono spiegabili con errate interpretazioni di oggetti convenzionali e solo 701 possono essere definiti come "non identificati". Il progetto Blue Book concludeva che gli avvistamenti classificati come "non identificati" non mostravano alcuna evidenza di sviluppo tecnologico e principi sconosciuti alla scienza moderna, né prova di essere veicoli extraterrestri. Nel caso del Condon Committee, il numero di oggetti non identificati fu di 30 su 93.

### Ipotesi naturale
Secondo l'ipotesi avanzata dall'astrofisico Donald Menzel all'inizio degli anni cinquanta e sostenuta in seguito da altri studiosi, gli UFO sarebbero fenomeni naturali poco noti o ancora sconosciuti. Tra i principali fenomeni naturali presi in considerazione dagli studiosi vi sono i pareli, i paraseleni, i fuochi fatui, i fulmini globulari, gli spettri rossi e le luci telluriche. In seguito sono state avanzate ulteriori ipotesi, come la formazione di nubi di plasma causate da fenomeni elettrici  o di palle di fuoco che si svilupperebbero per combustione di gas all'interno di vortici atmosferici.
In ogni caso, l'ipotesi naturale tende a negare le supposte manifestazioni di "artificialità" e/o intelligenza legate, secondo l'interpretazione degli ufologi, a determinate manifestazioni UFO.

### Ipotesi militare
Proposta già alla fine degli anni quaranta, vede gli UFO come velivoli sperimentali segreti. Ad esempio i "dischi volanti" potrebbero essere l'evoluzione di aeromobili ad effetto Coandă che vennero sperimentati in Romania prima della Seconda guerra mondiale.
L'ipotesi è stata successivamente accantonata da molti ufologi in seguito al prolungarsi degli avvistamenti nel tempo ed alla loro diffusione geografica, in quanto si presuppone che la sperimentazione di un prototipo segreto non dovrebbe durare così tanti anni e soprattutto non dovrebbe essere effettuata nello spazio aereo di altre nazioni. Tuttavia, secondo recenti rivelazioni della CIA almeno una parte degli avvistamenti degli anni cinquanta potrebbero spiegarsi con gli aerei U-2, che volavano ad altissima quota ed erano sconosciuti anche a molti piloti militari statunitensi.
L'ipotesi militare è stata riproposta negli anni novanta per spiegare una serie di avvistamenti di UFO triangolari. Il giornalista aeronautico Bernard Thouanel ha sostenuto che durante l'Ondata di avvistamenti in Belgio siano stati avvistati aerei statunitensi  F-117, allora poco conosciuti, ma gli americani hanno smentito di avere provato questi aerei in Belgio. In una lettera ad un giornale britannico, anche il Ministro della Difesa belga ha confermato la versione statunitense. Come spiegazione degli UFO triangolari è stata avanzata anche l'ipotesi di aerei sviluppati nell'ambito di progetti segreti e fra questi vi sarebbe l'aereo Aurora, ma l'esistenza di quest'ultimo non è stata confermata ufficialmente.

### Ipotesi psico-sociologica
Secondo i sostenitori di tale ipotesi, di cui lo psicologo Carl Gustav Jung è una sorta di "portabandiera", gli UFO non sarebbero altro che un "mito moderno" e i dischi volanti rappresenterebbero visioni, oggettivazioni fantastiche di un inconscio troppo duramente represso.
Questa ipotesi, anche se probabilmente valida in determinate circostanze, non è certamente in grado di spiegare gli oggetti volanti reali, come quelli rilevati dai radar e/o ripresi dalle videocamere (si vedano ad esempio i video pubblicati dall'aviazione militare dell'Ecuador), sebbene possa comunque avere un ruolo nella loro interpretazione. Lo stesso Jung ammise in seguito che la sua teoria non era applicabile a tutta la casistica.
In effetti, Jung considera con distacco e una certa ironia l'esistenza degli UFO come fenomeno fisico, sebbene nell'ultima parte del suo saggio egli sembri disposto a dare maggior credito alla loro effettiva realtà, per introdurre cautamente l'ipotesi che esista una sincronicità tra inconscio e fenomeno reale.
L'ipotesi socio-psicologica è stata sviluppata nella seconda metà degli anni settanta dai francesi Michel Monnerie e Bertrand Méheust. Monnerie ritiene che i casi di avvistamenti di UFO non riconducibili a spiegazioni convenzionali (velivoli militari, fenomeni naturali, ecc.) siano dovuti a proiezioni psicologiche che causano una specie di "sogno da svegli". Méheust invece chiama in causa fattori culturali, ritenendo che una causa importante degli avvistamenti di UFO vada ricercata nelle produzioni di fantascienza (libri, film, serie televisive) della prima metà del XX secolo. Partendo dall'ipotesi psicosociale, il francese Claude Maugé ha sviluppato la "teoria riduzionista composita sugli UFO", che si propone di spiegare i casi ufologici con un insieme di cause convenzionali (cause psicologiche e sociologiche, fenomeni naturali, velivoli militari segreti).

### Ipotesi dei campi magnetici
L'ipotesi dei campi magnetici è stata proposta dal neurologo canadese Michael Persinger; in pratica è una via di mezzo tra l'ipotesi naturale e quella psico-sociologica. Secondo tale ipotesi vi sarebbero nell'atmosfera dei campi magnetici vaganti, che possono abbassarsi a livello del suolo ed interferire con il cervello umano, causando allucinazioni di vario tipo. Persinger ritiene che tale ipotesi potrebbe spiegare non solo gli incontri ravvicinati, ma anche i vuoti temporali e le sensazioni di rapimento alieno.

### Ipotesi extraterrestre
Abbreviata anche con la sigla ETH (che sta per Extra Terrestrial Hypothesis), è la teoria, proposta alla fine degli anni quaranta, che vede almeno una parte del fenomeno UFO come manifestazione di intelligenze extraterrestri, in cui l'oggetto volante si identificherebbe tipicamente con un'astronave.
Considerando i "dischi volanti" alla stregua di altri fenomeni paranormali, dal punto di vista dell'epistemologia non è possibile escludere che tali fenomeni esistano, e la scienza non ha il diritto di affermarlo come se fosse un dato "scientificamente dimostrato": non lo è. Ma non è possibile neppure affermare che essi esistano: non fino a quando qualcuno non sarà riuscito ad affrontarne almeno uno nel pieno rispetto delle regole del metodo scientifico.

#### Ipotesi del complotto alieno
Le posizioni più estreme in campo ufologico assumono che la mancanza di prove credibili dell'esistenza degli UFO in quanto oggetti extraterrestri sia da attribuirsi ad uno sforzo continuato e coordinato da parte delle autorità governative e militari, negli ultimi 50 anni, allo scopo di sopprimere tali prove. Tale teoria della cospirazione è nota come teoria del complotto UFO.
Gli studiosi più rigorosi accettano invece solo informazioni sostenute da prove o almeno da forti indizi, ripudiando inoltre teorie complottiste, contattisti, ipotetiche basi sulla Luna, filmati e foto false, falsi documenti, rivelazioni e informazioni non provate o provate con false prove.

### Ipotesi parafisica
Secondo l'ipotesi parafisica o interdimensionale, abbreviata con la sigla IDH (che sta per Inter Dimensional Hypothesis), gli UFO non verrebbero da altri pianeti, ma da una dimensione parallela o un universo parallelo. Tale ipotesi è stata proposta nel 1969 dall'astronomo e ufologo Jacques Vallée. Anche Josef Allen Hynek, figura molto conosciuta nel panorama dell'ufologia, verso la fine della sua vita si orientò verso quest'ipotesi, che tuttavia è accettata solo da una minoranza di ufologi.

### Ipotesi metafisica
Tale teoria, simile per certi versi alla precedente, ritiene che gli "alieni" provengano dall'aldilà, cioè dal cielo o dagli inferi, anziché da un universo parallelo o da un altro pianeta. In genere essi sarebbero spiriti o demoni (come descritti nelle mitologie e religioni), esseri sovrannaturali, tendenzialmente non benevoli verso l'umanità, ma pericolosi e ostili, che intervengono nel nostro mondo e nel nostro livello di esistenza per sfruttare gli uomini risucchiandone le energie psichiche. Alcuni esponenti della Chiesa ortodossa ritengono che gli UFO siano manifestazioni diaboliche, da cui difendersi con le preghiere e gli esorcismi. Alcune correnti esoteriste cristiane vedono negli UFO la realizzazione delle profezie apocalittiche. In questo filone rientra anche l'ufologa Laura Knight-Jadzcyk, che paragona i rapimenti alieni alle possessioni diaboliche. È in un certo senso l'interpretazione opposta e ribaltata della "Teoria degli antichi astronauti".

### Ipotesi temporale
Secondo l'ipotesi temporale, detta anche extra-temporale, gli UFO proverrebbero dal futuro ed effettuerebbero un viaggio indietro nel tempo; i piloti di questi veicoli non sarebbero quindi extraterrestri o esseri provenienti da un'altra dimensione, ma lontani discendenti dei terrestri di oggi. Secondo alcuni, i viaggi nel tempo potrebbero essere effettuati attraverso strutture come i ponti di Einstein-Rosen intrauniverso. L'ufologa Jenny Randles ha ipotizzato l'esistenza di "buchi nel tempo", che si creerebbero in certe zone e in particolari condizioni. L'ipotesi temporale pone problemi di ordine teorico e pratico e viene sostenuta da pochi ufologi.

### Ipotesi intraterrestre
Quest'ipotesi è sostenuta da alcuni fautori della teoria della Terra cava, tra cui Raymond W. Bernard, secondo cui gli UFO proverrebbero da un continente abitato che si troverebbe all'interno del nostro pianeta. Quest'idea è considerata fantasiosa dalla maggioranza degli ufologi, in quanto i moderni studi scientifici escludono che la Terra possa essere cava. Che invece ci possano essere basi sotterranee o sottomarine extraterrestri sulla Terra (tecnicamente sottoterra, ma comunque sempre nella superficie planetaria) è considerato da alcuni ufologi possibile.

## Studi e convegni più noti

### Progetto Sign (USA, 1947-49)
Il Progetto Sign è considerato in genere come il primo studio ufficiale della storia sugli UFO. Il Progetto non giunse ad alcuna conclusione sull'origine del fenomeno scrivendo nel rapporto finale, che: "l'esistenza dei dischi volanti non poteva, né essere confermata, né essere smentita".

### Progetto Grudge (USA, 1949)
Successore del progetto Sign, si concluse con la redazione del Rapporto Grudge che venne pubblicato nell'agosto del 1949. Nelle conclusioni del rapporto si afferma che:
NOTA: È evidente che ulteriori studi lungo le linee attuali non farebbe che confermare i risultati presentati in questo rapporto. Si raccomanda inoltre, che le direttive di raccolta pertinenti, siano riviste per riflettere la modifica prevista dall'indirizzo prestabilito.
B. Tutte le analisi e le evidenze, indicano che i rapporti di oggetti volanti non identificati sono il risultato di:
1. Errate interpretazione di diversi oggetti convenzionali.
2. Una forma leggera di isteria di massa e di nervosismo.
3. Individui che creano tali racconti per perpetrare scherzi o farsi della pubblicità.
4. Persone psicopatologiche.»

### Progetto Twinkle (USA, 1949-1951)
Il Progetto Twinkle (Twinkle Project) nacque il 20 dicembre del 1949 per studiare gli avvistamenti di bolidi luminosi verdi che si verificarono nel Nuovo Messico a partire dal novembre 1948. Il progetto fu operativo dal febbraio 1950 al dicembre 1951. Il principale centro per lo studio del fenomeno fu stabilito nella Holloman Air Force Base. Il rapporto finale della Commissione concluse che gli avvistamenti erano riconducibili essenzialmente a fenomeni naturali causati probabilmente dalle macchie solari o da un'anomala concentrazione di meteore.

### Progetto Blue Book (USA, 1951-1969)
Il progetto è considerato la continuazione dei progetti Sign e Grudge e viene terminato nel dicembre 1969, a seguito del rapporto del Condon Committee.
Le conclusioni dell'USAF, al termine del Progetto Blue Book, furono che gli UFO non costituivano una minaccia per la sicurezza degli Stati Uniti e che gli avvistamenti classificati come "non identificati" non mostravano alcuna evidenza di sviluppo tecnologico e principi sconosciuti alla scienza moderna, né prova di essere veicoli extraterrestri.

### Robertson Panel (USA, 1953)
Il rapporto del Giurì Robertson (successivamente declassificato) concluse che gli UFO non erano una minaccia diretta per sicurezza nazionale.

### Condon Committee (USA, 1966-1968)

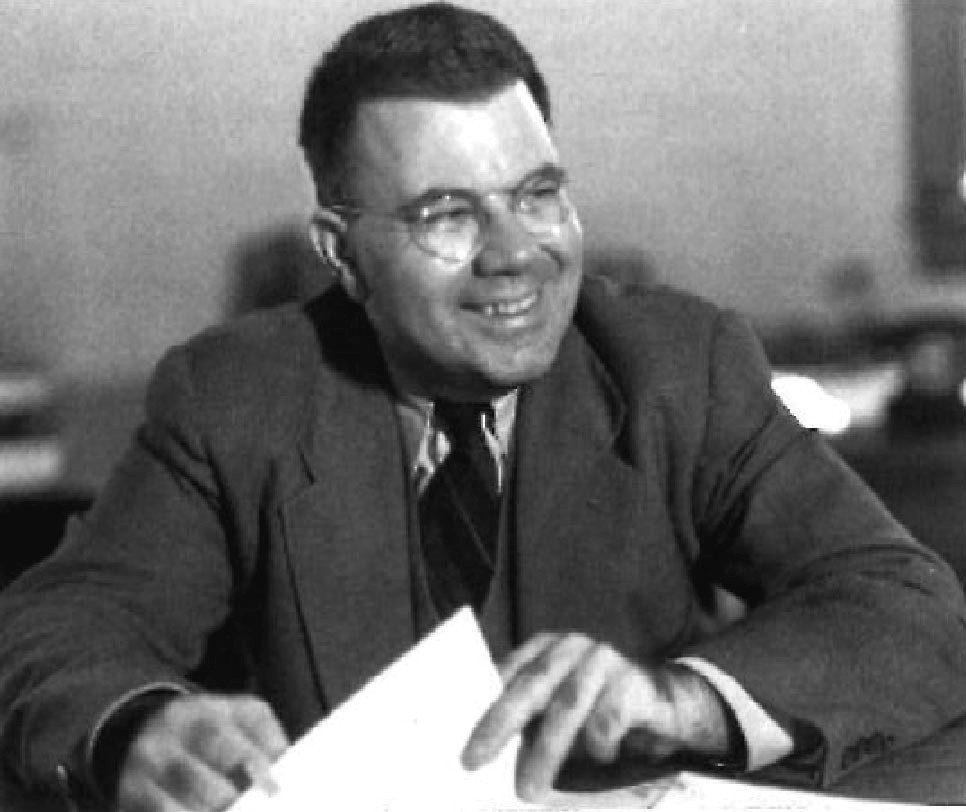
Edward Condon

Dopo le raccomandazioni del Giurì Robertson, l'USAF volle concludere il suo coinvolgimento negli UFO e passò il Progetto Blue Book ad un'altra agenzia.
Il rapporto Condon ha concluso che 21 anni di studi sugli UFO non hanno prodotto nulla di rilevante dal punto di vista scientifico e afferma che gli avvistamenti di UFO furono il risultato di:
- Una lieve forma di isteria di massa.
- Individui che fabbricano tali relazioni per perpetrare un falso o cercare pubblicità.
- Individui psicopatologici.
- Errori di identificazione di svariati oggetti convenzionali.

### GEPAN, SEPRA e GEIPAN (Francia, 1977-presente)
Nel 1977 venne creato in Francia il GEPAN, un organismo pubblico e ufficiale dedicato allo studio degli UFO. Nel 1988 l'ente venne sostituito dal SEPRA, che nel 2005 fu a sua volta rimpiazzato dal GEIPAN. La Gendarmeria francese ha avuto istruzioni di trasmettere i rapporti sugli avvistamenti di UFO all'organizzazione, che provvede a studiarli; per i casi più complicati, il GEIPAN può ricorrere al supporto dei tecnici del CNES. Nel gennaio 2007 il GEIPAN ha annunciato l'intenzione di mettere i suoi archivi a disposizione di tutti tramite internet.

### Programma Setka (URSS, 1978-1990)
Nel 1977 a seguito del fenomeno di Petrozavodsk anche in Unione Sovietica venne avviato un programma di studio dei fenomeni anomali dell'atmosfera e dello spazio (terminologia che venne preferita a quella di UFO). Vennero insediate due commissioni, presso il Ministero della Difesa e l'Accademia Sovietica delle Scienze, che lavorarono dal 1978 al 1990 esaminando i rapporti sui fenomeni atmosferici anomali segnalati nel territorio sovietico. Dopo la dissoluzione dell'Unione Sovietica, i dati passarono all'Accademia Russa delle Scienze e i risultati vennero divulgati nel 2000. Il 90% dei casi è stato spiegato con attività umane (soprattutto lanci di razzi e palloni sonda), mentre il 10% è inspiegato; non è comunque emersa alcuna evidenza scientifica dell'origine extraterrestre dei fenomeni anomali osservati in territorio sovietico.

### Comitato Sturrock (USA, 1998)
Nel 1998 l'astrofisico Peter Sturrock organizzò un comitato scientifico per esaminare vari tipi di evidenze fisiche associate agli UFO. Il comitato concluse che non c'erano evidenze fisiche che potevano supportare l'ipotesi extraterrestre, ma che il fenomeno UFO meritava ulteriori studi scientifici.

### Rapporto COMETA (Francia, 1999)
Il Rapporto COMETA è un documento non ufficiale francese prodotto dall'associazione privata senza fini di lucro COMETA (COMité d'ÉTudes Approfondies).

### Rapporto Condign (Regno Unito, 1997-2000)
Il Progetto Condign è il nome in codice di uno studio condotto tra il 1997 e il 2000 dal DI55, una sezione del Defence Intelligence Staff (DIS) del governo britannico. Lo studio, che ha esaminato i rapporti sugli UFO avvistati nel territorio britannico tra il 1959 e il 1997, è stato reso noto dal Ministero della Difesa britannico nel 2006. Il rapporto afferma che gli UFO sono una realtà indiscutibile ma che non sono emerse prove che siano ostili o siano soggetti a qualche forma di controllo.  Secondo gli autori del rapporto la maggioranza degli UFO altro non sarebbe che aerei o palloni e la parte non così spiegabile sarebbero il risultato di fenomeni meteorologici anomali non ancora pienamente compresi dalla scienza.

### UFO Close Encounters, conferenza stampa di Fife Symington, Washington DC, USA 2007
Symington, quando era ancora governatore dell'Arizona, promise di fare chiarezza sull'avvistamento di massa avvenuto tra l'Arizona e il Nevada e lo stato messicano di Sonora (avvistamento di Phoenix), ma poi ridicolizzò il tutto durante la conferenza dove presentò il capo del suo staff vestito da alieno, dicendo di aver trovato il colpevole. In seguito, Syminton prese parte come moderatore ad una conferenza sugli UFO tenutasi a Washington nel 2007, a cui parteciparono piloti militari e civili e pubblici ufficiali.

## Falsificazioni ufologiche
Le commissioni di studio e i ricercatori ufologici hanno potuto accertare che alcuni casi sono frutto di falsificazioni deliberate e consapevoli. Per il SEPRA, un'organizzazione francese per lo studio degli UFO, la percentuale di tali falsificazioni si aggira intorno all'1%.

## Organizzazioni ufologiche
In vari Paesi esistono diverse organizzazioni che si occupano dello studio degli UFO; tali organizzazioni sono quasi tutte di natura privata.

## Pubblicazioni
Sono nate molte riviste dedicate all'ufologia; tra le più note al giorno d'oggi, vi sono la francese Lumières dans la nuit e le britanniche Flying Saucer Review e Magonia.
Molti sono i siti internet - in genere amatoriali - che tentano di raccogliere tutto ciò in modo più o meno riassuntivo.
Numerose anche le pubblicazioni di DVD e VHS., tra cui UFO Dossier X